# 東日本大震災に伴う相続の承認又は放棄をすべき期間に係る民法の特例に関する法律
東日本大震災に伴う相続の承認又は放棄をすべき期間に係る民法の特例に関する法律（ひがしにほんだいしんさいにともなうそうぞくのしょうにんまたはほうきすべききかんにかかるみんぽうのとくれいにかんするほうりつ、平成23年6月21日法律第69号）は、相続放棄に関する熟慮期間の特例に関する日本の法律で、民法に対する特別法である。
2011年6月21日に公布・施行された。

## 概要
- 熟慮期間の延長 - 東日本大震災の被災者で、2010年（平成22年）12月11日以後に自己のために相続の開始があったことを知ったものについて、相続の承認または放棄をすべき期間を2011年（平成23年）11月30日まで延長する（法第1項）。
- 遡及適用 - 2011年6月20日以前に単純承認をしたものとみなされた相続人についても適用する。ただし、当該相続人が単純承認をしたものとみなされた後、2011年6月20日以前に民法921条第1号に掲げる場合に該当することとなったときは除く（法附則第2項）。